# Огастас Фіцрой, 3-й герцог Графтон
Огастас Генрі Фіцрой 3-й герцог Графтон (англ. Augustus FitzRoy, 3rd Duke of Grafton; 28 вересня 1735 — 14 березня 1811) — 11-й прем'єр-міністр Великої Британії з 14 жовтня 1768 до 28 січня 1770 року.
Між 1747 та 1757 роками Огастас був відомий як граф Юстон і був британським ліберальним державним діячем Георгіанської доби. Він був одним з числа герцогів, які служили прем'єр-міністром.

## Біографія

### Родина
Він був сином лорда Огастаса Фіцроя та Елізабет Косбі, дочки полковника Вільяма Косбі, який служив колоніальним губернатором Нью-Йорка. Батько Огастаса був третім сином 2-го герцога Графтона й леді Генрієтти Сомерсет, за якою Фіцрой був праонуком і 1-го герцога Графтона, і маркіза Вустера. Огастас був також нащадком короля Карла II і 1-ї герцогині Клівленд. Його молодший брат був 1-м бароном Саутгемптоном. Після смерті дядька у 1747 році, він став графом Юстоном як прямий спадкоємець діда.
Лорд Юстон здобував освіту у Вестмінстерській школі й отримав ступінь у Пітергаусі (Кембриджшир).
29 січня 1756 року він одружився з Анною Лідделл (1737—1804), дочкою 1-го Барона Рейвенсворта. У них було троє дітей:
- Леді Джорджіана Фіцрой (8 травня 1757-18 січня 1799), дружина Джона Сміта (12 лютого 1748- 12 лютого 1811) 4 червня 1778 року.
- Джордж Генрі Фіцрой, 4-й герцог Графтон (1760—1844)
- Генерал Лорд Чарльз Фіцрой (14 липня 1764-20 грудня 1829), вперше одружився з Францискою Манді (1773-9 серпня 1797) 20 червня 1795 й мав одного сина. Удруге в шлюбі з леді Францискою Стюарт (24 червня 1777- 9 лютого 1810) 10 березня 1799 року, цей шлюб приніс трьох дітей. Його син сер Чарльз Фіцрой (1796—1858) був губернатором Нового Південного Уельсу.

Герцог і герцогиня Графтон розлучились за парламентським актом у 1769 році. 24 червня 1769 року герцог одружився вдруге з Елізабет Ротслі (1 листопада 1745- 25 травня 1822), дочкою сера Річарда Ротслі. Їхні діти:
- Лорд Генрі Фіцрой (9 квітня 1770-7 червня 1828), священнослужитель; одружився з Кароліною Пігот (пом. 1 січня 1835), 10 вересня 1800, мав п'ятьох дітей.
- Леді Августа Фіцрой (1779-29 червня 1839), дружина Джорджа Тавела (пом. 1829) 19 листопада 1811.
- Леді Франциска Фіцрой (1 червня 1780 — 7 січня 1866), дружина барона Черчилля 25 листопада 1801.
- Адмірал Лорд Вільям Фіцрой (1 червня 1782-13 травня 1857), одружився з Джорджіаною Райкес (пом. 2 грудня 1861) у 1816, шлюб приніс двох дітей.
- Леді Елізабет Фіцрой (пом. 13 березня 1839), одружена зі своїм кузеном генерал-лейтенантом Вільямом Фіцроєм (1773—1837), сином 1-го Барона Саутгемптона, 4 липня 1811.

## Політична кар'єра
У 1756 році він зайняв місце у парламенті від маленького містечка Боробріджа; за кілька місяців він змінив виборчий округ на Бері Сент-Едмондс, яким керувала його родина. Однак, за рік, його дід помер, і він став 3-м герцогом Графтоном та увійшов до палати лордів.
Відомість у політиці йому принесло протистояння з лордом Б'ютом, фаворитом короля Георга III. Графтон об'єднався з герцогом Ньюкаслом проти Б'юта, який недовго пробув на посту прем'єр-міністра.
У 1765 році герцога Графтона було призначено таємним радником; потім він зайняв посаду секретаря Північного Департаменту у першому уряді маркіза Рокінгема. Однак, він вийшов зі складу уряду наступного ж року, після чого новий кабінет сформував Вільям Пітт (на той час граф Четем). У цьому уряді Графтон посів посаду Першого лорда скарбниці.
Хвороба Четема наприкінці 1767 року, призвела до того, що реальним керівником уряду став Графтон, проте політичні суперечки й нападки Джаніуса призвели до його відставки у січні 1770 року. Окрім того, у 1768 році, Графтон став канцлером Кембриджського університету. Пізніше він зайняв посаду Лорда-хранителя Печатки в уряді лорда Норта (1771), але пішов у відставку 1775 року, що зіграло на користь примирення з американськими колоністами.
У другому кабінеті Рокінгема у 1782 році, він знову став Лордом-хранителем Печатки.
На честь Огастаса Фіцроя названо графство Графтон у Сполучених Штатах, а також місто Графтон у Новому Південному Уельсі (Австралія).